# Бирфест
„Бирфест“ (на английски: Beerfest) е американска комедия от 2006 година на режисьора Джей Чандрасекхар, с участието на комедийната трупа Брокън Лизард, в който включва Джей Чандрасекхар, Кевин Хефернан, Стийв Лем, Пол Сотър и Ерик Столхански. Във филма още участват Нат Факсън, Уил Форте, Ралф Мьолер, Моник, Ерик Кристън Олсън, Юрген Прохнов и Клорис Лийчман.
Филмът е заснет в Албъкърки, Ню Мексико. Пуснат е по кината на 25 август 2006 г.

## Актьорски състав
| Актьор             | Роля                                          |
| ------------------ | --------------------------------------------- |
| Пол Сотър          | Ян Волфхаус                                   |
| Ерик Столхански    | Тод Улфхаус Барон Лудвиг вон Улфхаусен        |
| Клорис Лийчман     | Прабаба Волфхаус                              |
| Доналд Съдърланд   | Йохан фон Волфхаузен                          |
| Джей Чандрасекхар  | Бари Бадринат                                 |
| Кевин Хефернан     | Фил „Бунището“ Кръндъл Гил „Бунището“ Кръндъл |
| Бланчард Райън     | Криста Кръндъл                                |
| Стийв Лем          | Чарли „Портата“ Финкълстийн Емси              |
| Юрген Прохнов      | Барон Волфганг фон Волфхаузен                 |
| Нат Факсън         | Ролф                                          |
| Уил Форте          | Ото                                           |
| Ерик Кристън Олсън | Гънтър                                        |
| Ралф Мьолер        | Хамахер                                       |
| Гюнтер Шлиркамп    | Шлемър                                        |
| Моник              | Шери                                          |
| Ем Си Гейни        | Свещеник                                      |

## В България
В България филмът е издаден на DVD от 20 февруари 2007 г. от Съни Филмс.
През 2014 г. се излъчва по каналите на bTV Media Group с български войсоувър дублаж, записан в Медиа Линк. Екипът се състои от:
| Преводач            | Пламен Узунов                                                             |
| Озвучаващи артисти  | Яна Огнянова Любомир Младенов Илиян Пенев Светломир Радев Мартин Герасков |
| Тонрежисьор         | Емил Енев                                                                 |
| Режисьор на дублажа | Петя Силянова                                                             |